# Виноградне (Чортківський район)

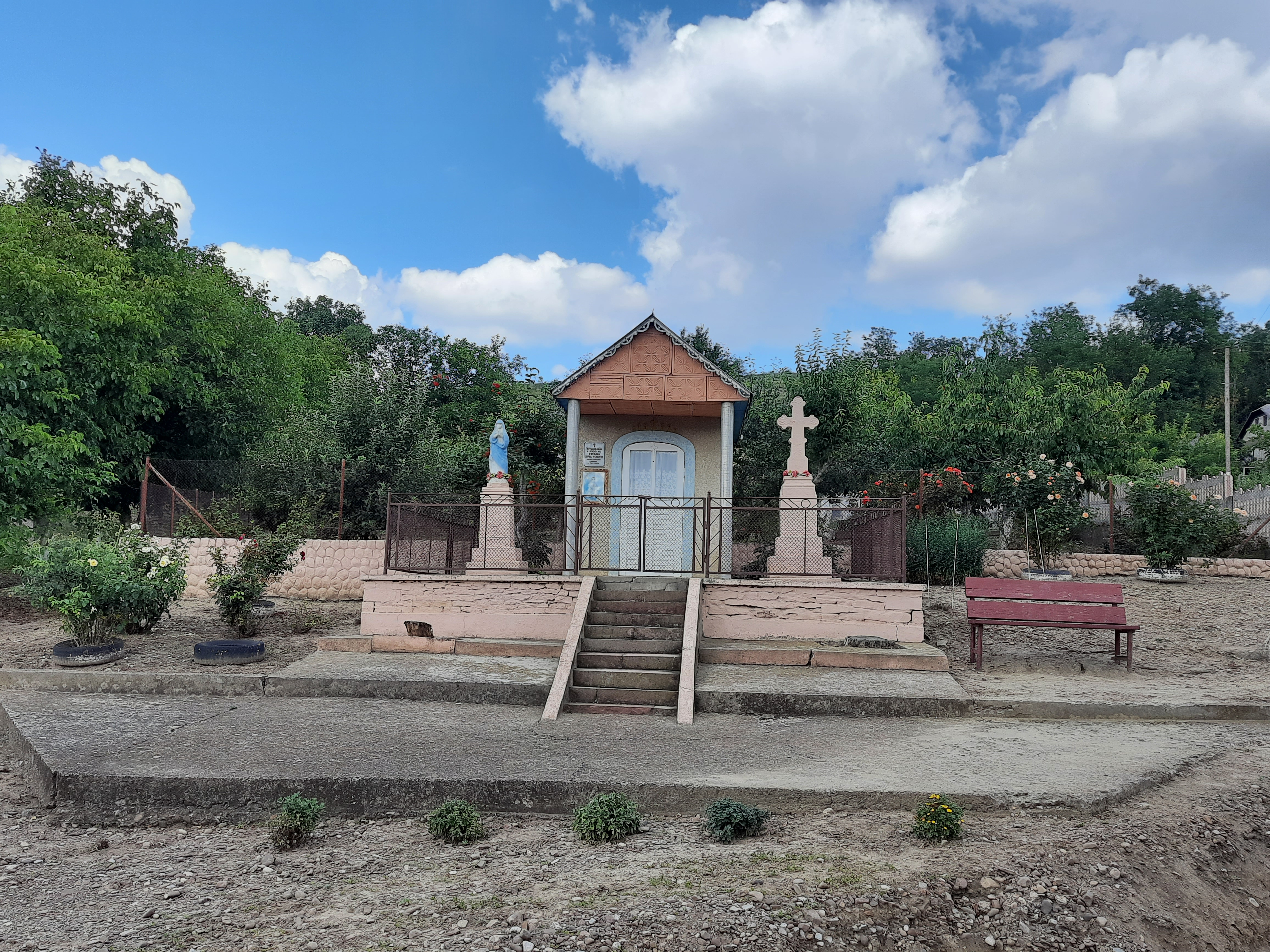
Капличка

Виногра́дне — село в Україні, у Заліщицькій міській громаді Чортківського району Тернопільської области. Розташоване на річці Дністер, на сході району.
До 1966 року село називалося Костільники. До 2020 року підпорядковане Зозулинській сільській раді. Населення — 657 осіб (2001).

## Історія
Перша писемна згадка — 1556.
12 червня 2020 року, відповідно до розпорядження Кабінету Міністрів України № 724-р «Про визначення адміністративних центрів та затвердження територій територіальних громад Тернопільської області» увійшло до складу Заліщицької міської громади.
19 липня 2020 року, в результаті адміністративно-територіальної реформи та ліквідації Заліщицького району, увійшло до складу новоутвореного Чортківського району.

## Релігія
- Церква Святої Покрови (1892)церква Святої Покрови (1892);

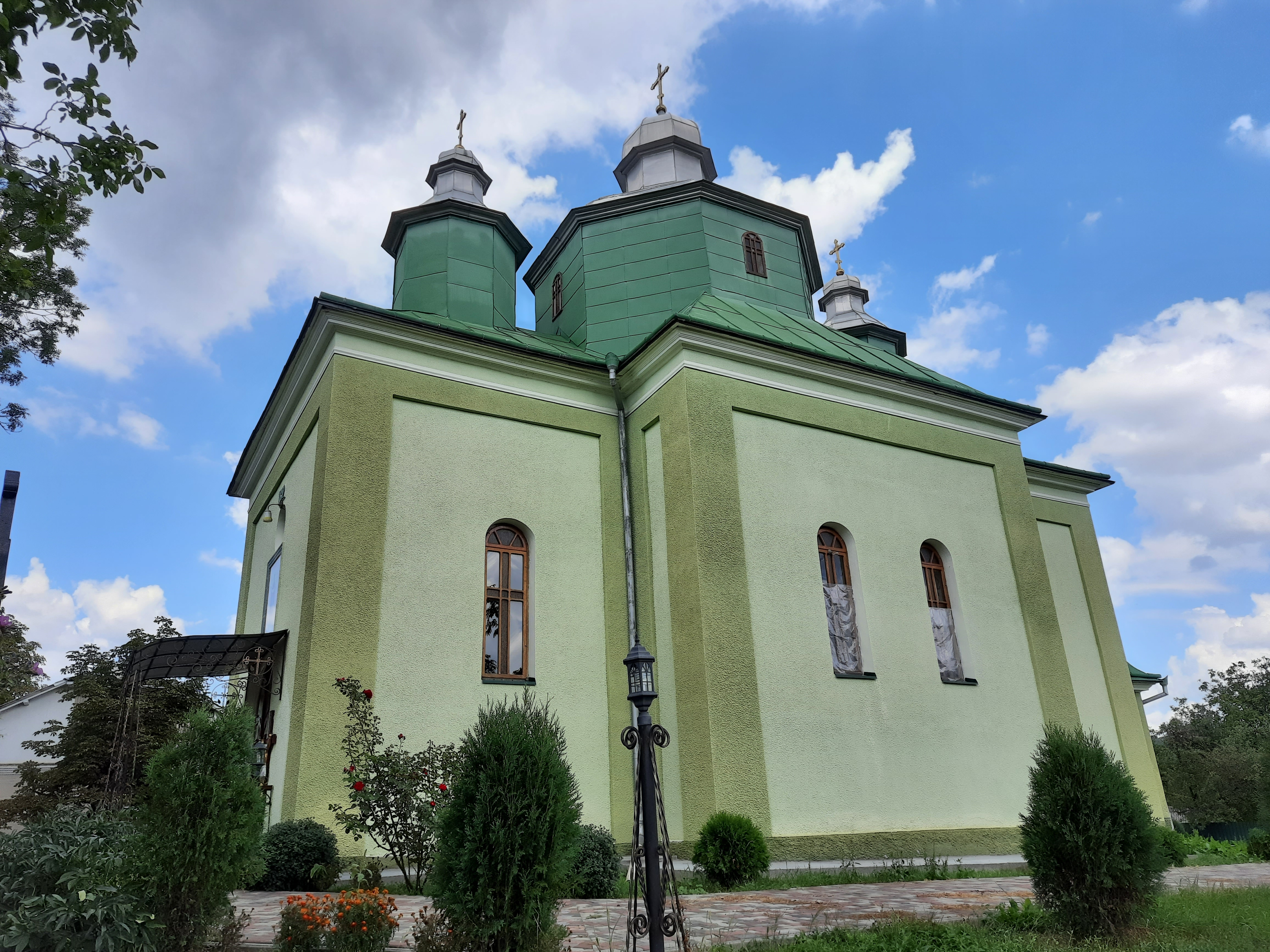
Церква Святої Покрови (1892)

- богослужбова каплиця УГКЦ (облаштована в приміщені ФАПу);
- дві каплички.

## Пам'ятники
Споруджено пам'ятник воїнам-односельцям, полеглим у німецько-радянській війні (1991), встановлено пам'ятні хрести на честь проголошення незалежності України (1991) та Борцям за волю України (1992), насипано символічну могилу воякам УПА (1994).

## Соціальна сфера
Діють загальноосвітня школа І ступеня, клуб, бібліотека.

## Люди
В селі народилися:
- Мотрук Петро Костянтинович (1905—1990) — депутат Верховної Ради УРСР, Тернопільської обласної ради, Герой Соціалістичної Праці.
- Салевич Іван Миколайович (нар. 1960) — скульптор і графік.
- Стронський Іван Антонович (нар. 1959) — поет.